# Leybourne
Leybourne est une localité anglaise du district de Tonbridge and Malling dans le comté de Kent, au Royaume-Uni. Leybourne est aussi l’origine du nom de la ville française de Libourne.